# 増谷薬品
増谷薬品（ますたにやくひん）は、医薬品・衛生材料・化粧品の卸売を中心とする日本の企業であった。現在はメディセオ・パルタックホールディンググループの一社エバルスである。医薬品の卸売手。

## 概要
- 本社は鳥取県米子市加茂町2丁目26

## 沿革
- 鳥取県境港市中町59に小売業として「有限会社増谷薬局」設立
- 鳥取県米子市角盤町1-99に卸業として「有限会社増谷薬局・卸部」設立
- 本社を鳥取県米子市加茂町2-26-4に移転し「増谷薬品株式会社」設立
  - 本社・鳥取県米子市加茂町2-26
  - 境港営業所・鳥取県境港市中町59
  - 鳥取営業所・鳥取県鳥取市田島上畑田287
- 鳥取営業所を鳥取県松並町1-127へ移転

## 営業所
- 鳥取県：米子市・境港市・倉吉市・鳥取市

## 主な取引メーカー
- 武田薬品工業
- 山之内製薬（現在・アステラス製薬）
- 藤沢薬品工業（現在・アステラス製薬）
- 大日本製薬（現在・大日本住友製薬）
- 第一製薬（現在・第一三共）
- エーザイ等

## 備考
現在は、小売及び調剤の店舗として営業中である。
- 増谷薬局蓮池店 境港市蓮池町102
- （有）増谷慶一郎薬局　元町店 境港市元町1797